# Krzynowłoga Mała
Krzynowłoga Mała (deutsch Klein Kschinowloga) ist ein Dorf und Sitz der gleichnamigen Gemeinde im Powiat Przasnyski der Woiwodschaft Masowien, Polen.

## Gemeinde
Zur Landgemeinde Krzynowłoga Mała gehören 41 Ortsteile mit einem Schulzenamt:
Borowe-Chrzczany
Bystre-Chrzany
Chmieleń Wielki
Chmielonek
Cichowo
Czaplice-Bąki
Czaplice-Kurki
Gadomiec-Jędryki
Gadomiec-Wyraki
Goski-Wąsosze
Grabowo-Rżańce
Kaki-Mroczki
Kawieczyno-Saksary
Krajewo-Kłódki
Krajewo Wielkie
Krzynowłoga Mała
Łanięta
Łoje
Marianowo
Masiak
Morawy Wielkie
Ostrowe-Stańczyki
Ożumiech
Piastowo
Plewnik
Romany-Fuszki
Romany-Janowięta
Romany-Sebory
Romany-Sędzięta
Rudno Jeziorowe
Rudno Kmiece
Rudno-Kosiły
Skierkowizna
Świniary
Ulatowo-Adamy
Ulatowo-Czerniaki
Ulatowo-Zalesie
Ulatowo-Żyły
Wiktorowo
Wiktorowo-Kolonia
Weitere Ortschaften der Gemeinde sind Borowe-Gryki, Gadomiec-Jebieńki, Grabowo-Skorupki, Grabowo-Zawady, Krajewo-Wierciochy, Ulatowo-Borzuchy, Ulatowo-Gać, Ulatowo-Janowięta und Zbrochy.